# Donji Kamengrad
Donji Kamengrad bosnyák falu Bosznia-Hercegovinában, a Bosznia-hercegovinai Föderáció Una-Szanai kantonjában, Sanski Most községben.

## Fekvése
Bosznia-Hercegovina északnyugati részén, Bihácstól légvonalban 55, közúton 75 km-re keletre, Sanski Mosttól légvonalban 8, közúton 9 km-re északnyugatra fekvő dombos, erdős területen, a Sanski Most – Bosanska Krupa regionális út mentén fekszik ott, ahol 9 km megtétele után a Hatiraj-patak a Bliha-folyóba ömlik. Ugyancsak itt ömlik a Suhača-patak a Blihába. A vártól délre ered a Grabar-patak.

## Népessége
| Nemzetiségi csoport | Népesség 1991 | Népesség 2013 |
| ------------------- | ------------- | ------------- |
| Szerb               | 80            | 1             |
| Bosnyák             | 2104          | 2321          |
| Horvát              | 1             | 2             |
| Jugoszláv           | 14            | 0             |
| Egyéb               | 145           | 12            |
| Összesen            | 2344          | 2336          |

## Története
Kamengrad várát valószínűleg a blagaji Babonicsok építették a 14. század első felében. 1374. május 3-én említik először a zágrábi káptalan egy korabeli oklevelében, melyben a káptalan megerősíti egy Kamengrad vára melletti föld megvásárlását. Egyházi szempontból Kamengrad a zágrábi egyházmegyéhez tartozott. A 14. században már biztosan működött itt katolikus plébánia. Az adatok szerint Kamengrádban volt egy ferences kolostor is, amelyet a törökök, minden bizonnyal még 1530 előtt leromboltak. Miután 1453-ban elfoglalta Konstantinápolyt II. Mehmed oszmán szultán hozzálátott a görög, albán és szerb régiók meghódításához, majd 1463-ben megtámadta Tomašević István bosnyák királyt. Miután Mehmed elfoglalta Jajcát, Ključban elfogatta, majd kivégeztette a királyt. Ezzel Bosznia végleg elvesztette függetlenségét, és török uralom alá került. Még abban az évben I. Mátyás magyar király behatolt Boszniába hatalmába kerítve az usorai és donji kraji részeket, a Donji krajból megalapította Jajcai, az Usorából pedig a Szreberniki bánságot. Jajcát 1528-ban a török visszafoglalta, de a korabeli forrásokból nyilvánvaló, hogy Kamengrad már 1499-től oszmán fennhatóság alatt állt, ugyanis Szkender bég boszniai kormányzó ebben az évben írt levelet Corvin János hercegnek, amelyben arról panaszkodik, hogy a horvátok, amikor behatoltak Kamengradba elpusztították és kifosztották azt, lakóin erőszakoskodtak és rabságba hurcolták őket. A törökök behatolása ezekre a vidékekre, valamint uralmuk a lakosság nagy részének kivándorlásával járt azon szomszédos területekre, amelyeket a törökök még nem hódítottak meg. Emiatt a lakosság létszáma nagymértékben lecsökkent és az egész környék jelentősen elnéptelenedett.

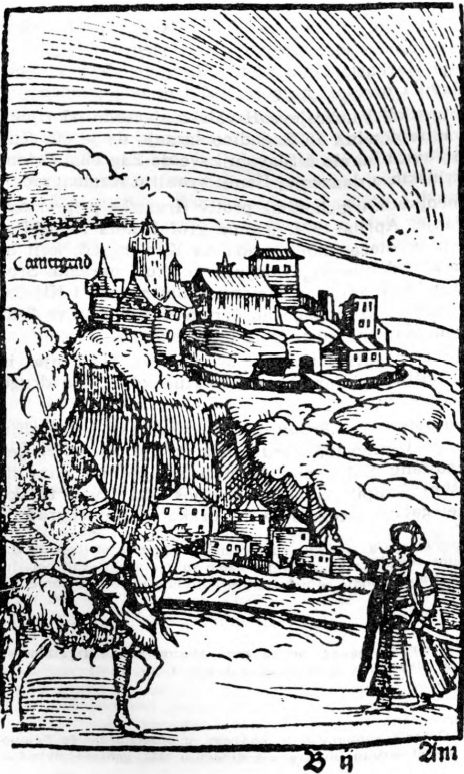
Kamengrad vára – Benedikt Kuripečič: Itinerarium (1530) című könyvének illusztrációja.

A források szerint amikor a törökök elfoglalták ezeket a vidékeket, még léteztek a középkori megyék, melyek egyike Szana volt, benne Kamengrad várával, mely a vidék fő erőssége volt. Amikor a törökök elfoglalták Kamengradot, ez lett az azonos nevű náhije székhelye, amely az egykori Szana megye egy részét is magában foglalta. Egy 1512-es török dokumentum szerint a törökök tízezer főnyi katonaságot állomásoztattak Kamengranál. 1518-ban Beriszló Péter horvát bán sikertelenül támadta a a várat. Krupa várának 1565-ös elfoglalásáig Kamengrad volt a Horvátország ellen induló török támadások fő kiinduló támaszpontja. 1574-től Kamengrad lett a török bírói hatalom a kádi székhelye, majd 1624-ben a Kamengradi kapitányság székhelye is. Miután 1711-ben felszámolták a Bihácsi szandzsákot a Boszniai pašaluk újjászervezésével, ugyancsak Kamengrad lett az új kadiluk központja, amely megegyezett Banja Luka, Bihács és Jajca jogállásával. A Kamengradi kadiluk a következő plébániákat, illetve várakat foglalta magában: Kamengrad, Pećigrad (Tur Mihalpekler), Šturlić, Mala Kladuša, Velika Kladuša, Podvizd, Vranograd (Vrnograč), Todornovi, Bužim, Stijena, Stari Majdan (Madeni Atik) Sana (Ključ), Bilaj, Blagaj, Jezerski, Krupa, Otoka (Adai Kebir), Sanski Most (Jisri Sana), Cazin és Ostrožac. Két török defter is megerősíti, hogy a Szanai náhije és a Kamengradi náhije egy időben létezett. Ezek szerint a Kamengradi náhije a Kamengradtól nyugatra, északra és délre eső területet, valamint néhány tőle keletre eső területet fedett le; a Szanai náhije pedig Pobriježje és néhány, a Szana folyó jobb partján fekvő falu, valamint a mai Sanski Mosttól délre eső Tomina, Kijevo és Čaplje, valamint a Szana folyó mindkét oldalán, és a mai Sanski Mosttól északra fekvő Oštra Luka, Sasina, Stratinska és Čarakovo területére terjedt ki.
Božić zászlós 1785-ből származó jelentése szerint Kamengrad falu, körülbelül 10-12 muszlim házzal, egy toronnyal és egy várral rendelkezett. Az itteni torony csak ebben a jelentésben szerepel. Hogy ez milyen torony volt, egy a vár alatti palánk vagy külön torony, azt a kéziratból nem lehet megállapítani, és a torony maradványai sincsenek meg, amelyek magyarázatot adhatnak erre az információra. Azt más forrás is megerősíti, hogy a vár alatt egy palánkvár is volt, mely nagyrészt kőből épült, amint azt maradványai mutatják, de nem kizárt, hogy faépületei is voltak. Valószínűleg kisegítő szerepe volt, és inkább a hadsereg elhelyezésére, mint a felette lévő erőd közvetlen védelmére szolgált. Erről a palánkról sincsenek dokumentumok, kivéve H. Kreševljaković 1933-as leírását, aki amikor Kamengradban járt rögzítette azt az információt, amelyet a falu lakói alsóvárnak hívtak. Kamengrad kadiluk és kapitányságának Stari Majdanba költöztetésével a 16. század végén az alatta lévő város kis falu méretűvé zsugorodott, mindössze tíz lakossal.
Az 1875-1878-as törökellenes felkelés során 1876. július 13-án a felkelők több falut elfoglaltak és felgyújtottak, majd visszatértek a Grmeč-hegységbe. Ezek között volt Donji és Gornji Kamengrad is. Az osztrák-magyar megszállás 1878. július 29-én kezdődött, melynek során osztrák-magyar csapatok Josip Filipović parancsnoksága alatt számos csatát vívtak muszlim egységekkel. Miután három napos csata után szeptember 8-án elfoglalták Kljućot, harc nélkül vonultak be Kamengradba. Az 1878-as osztrák-magyar összeírás szerint Kamengradnak ekkor 45 háza volt 258 muszlim lakossal. A kamengradi muszlim gyülekezethez Demiševci, Đedovača, Došci, Hajradin, Hotiraj, Husimovci (Husimovci Srpski, Husimovci Turski és Štrpci), Kamengrad (Čatići, Griže és Kamengrad), Krči, Naprelje (Alagići, Banovac Han, Bašići, Mandankići és Naprelje), Okreč, Staza és Vršuše falvak tartoztak. 1910-ben Donji Kamengradnak 1305, Gornji Kamengradnak 757 lakosa volt. 1921-ben Kamengrad község 2125 lakossal rendelkezett. 1931-ben Gornji Kamengrad községnek 1038 háza és 6518 lakosa volt, melyből 2377 szerb ortodox, 4090 muszlim, valamint 51 katolikus volt.

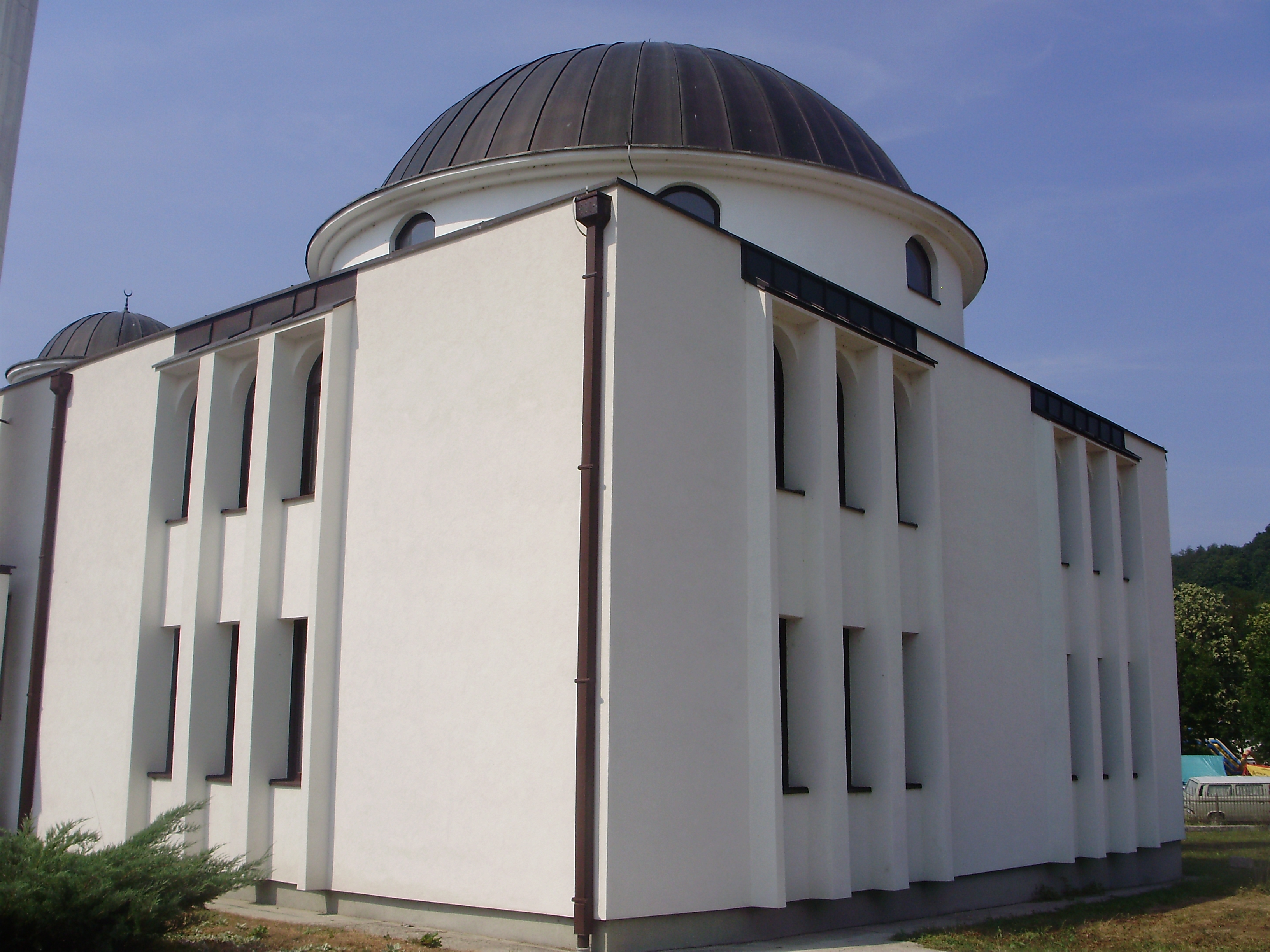
A Mehmed el-Fatih szultán mecset Donji Kamengradban

A Donji Kamengrad-i muszlim gyülekezetben boszniai háború előtt körülbelül 2000 lakos élt. 1991 óta Donji Kamengradnak két mecsete van, ami a régi és az új mecsetekhez tartozó háztartások szétválasztásához vezetett. Ma a Fatih-mecsetben található háztartások száma 270 körül mozog. A mecset onnan kapta a nevét, hogy Kamengradot Mehmed el-Fatih szultán hódította meg 1463-ban. Egyes történészek szerint ebben az évben épült az első mecset, de ma sem tudni pontosan, ki és mikor építette az első mecsetet Kamengradban. Bosznia-Hercegovina egyik leghíresebb történésze, Salih Sidki Hadžihusejnović Muvekit „Bosznia története” című munkájában két kamengrádi mecsetet említ. Az egyik 1512 és 1520 között épült a Dolina nevű településen. A második mecsetet Muhsin Zade Mehmed pasa boszniai kormányzó építette 1761-ben. Ezt a mecsetet 1938-ban lerombolták. Ugyanebben az évben Kamengrad lakói a Groblje nevű helyen új mecsetet építettek. A második világháborúban ez az épület is megsemmisült, majd 1958-ban újjáépítették. A mecsetet 1992-ben rombolták le másodszor. A Bosznia-Hercegovina elleni szerb agresszió során a gyülekezet 30 tagját ölték meg. Az új mecsetet 1997. május 31-én alapították, és hivatalosan 2004. augusztus 7-én nyitották meg. A gyülekezetben minden évben megrendezik a „Musalla Kamengrad” nevű rendezvényt. Ugyanis ebben a gyülekezetben egy musalla (imaház) is található, amely 1463-ban épült, amikor Mehmed el-Fatih szultán megérkezett ezekre a területekre. Ma ez az egyetlen fennmaradt ilyen típusú musalla az egész Balkánon. Ennek az eseménynek az emlékére a júliusi első jumát ezen a helyen, a szabadban imádkozzák, és ezen a napon csak Kamengradban imádkoznak az egész majlisért. Évente több mint 5000 látogató imádkozik itt. Ez az esemény, melynek szervezői a Sanski Most-i majlis, Donji Kamengrad gyülekezete és Sanski Most önkormányzata három napig tart.

## Nevezetességei
- Kamengrad középkori várának romjai. A várról már a törökök általi meghódítása után megállapították, hogy még Ključ váránál is erősebb. Ezt erősítik meg azok a levelek, melyek a vár visszahódításának terveiről szólnak, melyek szerint míg Ključ elfoglalása egy nap, addig Kamengradé két vagy három napot is igénybe vesz, Zrínyi Miklós pedig akár 15 napot is tervez arra, hogy visszahódítsa ezt az erős várat. Meghódítása után a török a falak kijavításával és további megerősítésével növelte védelmi képességeit, alatta pedig megépítette az ún alsóvárat, amelyet a mai lakosság palánknak nevez. Valószínűleg az alsóvári palánk építése azután történt, hogy a kádiluk és a náhije, és a kapitányság székhelyét is a várba helyezték. Božić altiszt, aki kémkedés céljából utazott keresztül Bosznián, az útról írt jelentésében az írja, hogy a négysarkos vár egy kúp alakú sziklán áll, hossza és szélessége 20-25 lépés (13,20-16,50 méter). A falak 20 láb (6,30 méter) magasak, és rajtuk a sarkoknál tornyok vannak, amelyekre fel lehet állítani az ágyúkat. Északon van egy kapu. Kamengradot külföldi források nagyon különböző módon említik: Kamengrad, Kamingrad, Kamergraid, Camengrae; magyarul pedig Kewar, Kywwar és Chivar; míg olaszul: Castel de piera néven szerepel.[4] A középkori várból mára a többszöri átépítés következtében semmi sem maradt.[6]

- A kamengradi musalla azon kevesek egyike, amely túlélte a török kiűzése utáni évtizedeket, és a mai napig fennmaradt. Fennmaradása során többször restaurálták, utoljára a boszniai háború után, mi több, az egyetlen musalla az egész Balkánon, amely a török hódítás időszakából maradt fenn. A kamengrádi musallát négy faoszlopon nyugvó fakupola fedi, melynek alja kőalapozású, a kupola szerkezete pedig fa, míg magát a kupolát bádoglemezek borítják. Maga a mihrab mellett három lépcsőzetesen elhelyezett kő volt, amelyek a mimber helyett szolgáltak. A mihrab hátulján egy faragott történet volt, amely így szólt: „Abban az időben, amikor a hit hangja nem hallatszott ezeken a részeken, Mehmed Khan Fatih szultán megtisztelte ezt a helyet tartózkodásával és felállított egy mihrabot és egy minbárt. A musallát a boszniai háború idején lerombolták. Hála Konjići Ismail Šukrij efendi Hadžić a kadiluk kádija, és vallásfője erőfeszítéseinek 1327. év Shaban 1-jén újjáépítették.” Az 1909-ben elvégzett restaurálás során az épületet újraszerkesztették, ekkor a mihrab oldalaira egy pár kisméretű, alemmel ellátott famimber került. A mihrab 2,90 méter magas. A mihrab mindkét oldalán 1,31 méter magas talapzat található, amelyen két stilizált, négyzetes alappal rendelkező fa szegély található, amelyek magassága az alem nélkül 1,68 méter. A teljes magasság a talapzattal együtt 2,99 méter.[7]